# Поликарп Сакеларопулос
Поликарп (на гръцки: Πολύκαρπος, Поликарпос) е гръцки духовник, митрополит на Цариградската патриаршия.

## Биография
Роден е с фамилията Сакеларопулос (Σακελλαρόπουλος) в тесалийското село Царицани. Учи в Халкинската семинария. След дипломирането си е ръкоположен от митрополит Поликарп Одрински за дякон и презвитер, а след това на 24 април 1911 година за викарен епископ на епархията с титлата петренски. След това на 28 юни 1912 година става мъгленски епископ в Лерин и подкрепя активно гръцката въоръжена пропаганда. На 27 март 1926 година подава оставка.
На 19 ноември 1927 година е избран за берски митрополит и остава на поста до смъртта си в 1943 г.
- Родната къща на Поликарп в Царицани. Той я завещава на общината и днес в нея се помещава Културно-просветното общество в селището
- Писмо на Полкарп Мъгленски и Лерински до Йон Драгумис, 22 март 1916 г.
- Телеграма от Поликарп Лерински до премиера Венизелос с молба военните да освободят сградата на бившата българска община, за да може да се използва като гимназия, 1914 г.
- Митрополит Поликарп на стари години